# 4210 Isobelthompson
A 4210 Isobelthompson (ideiglenes jelöléssel 1987 DY5) a Naprendszer kisbolygóövében található aszteroida. Henri Debehogne fedezte fel 1987. február 21-én.